# 太阳王朝
太阳王朝，又称甘蔗王朝，是在印度史诗中的太阳神之孙甘蔗王建立的。与月亮神后裔形成的月亮王朝一起构成刹帝利種姓的主要世系。羅摩属于甘蔗王朝，黑天属于月亮王朝。耆那教始祖第一位蒂爾丹嘉拉勒舍波提婆就是甘蔗王，还有其他二十一个蒂爾丹嘉拉也出自这个王朝。根据佛教典籍和传统，释迦牟尼就是这个王朝的后裔，佛经中译为“日种”。后来印度次大陆的许多国王亦声称自己有太阳王朝的血统。
这个王朝的著名人物：曼陀特哩、穆俱昆陀、鸯婆哩沙、婆罗多转轮王、巴霍巴利王、诃利旃陀罗王、底离钵王、萨竭罗王、羅怙王、羅摩和波斯匿王。无论是往世书还是佛教经典，净饭王、悉达多和罗睺罗都出自甘蔗王朝，根据佛教典籍摩诃三末多是释迦族王朝的开创者。

## 起源
太阳王朝是往世书和史诗中的两个主要传奇刹帝利王朝之一，另一个是月亮王朝。根据《诃利世系》的说法，甘蔗王被认为是王朝的始祖，并被他的父亲毗婆斯婆多·摩奴授予了雅利安伐爾塔王国。摩奴在大洪水中幸存下来后，在雅利安伐爾塔定居。A. K. 馬宗達指出，摩奴在萨拉育河建造的阿逾陀含义为“无敌之城”。这座城曾是太阳王朝许多国王的首都，也是毗湿奴的化身羅摩的出生地。
据一些印度教文献描述，梵天最早创造的人类，七仙人之一的摩利支，是太阳王朝的祖先。摩利支的长子迦叶波在克什米尔定居，对吠陀经作出了贡献。后来，迦叶波和阿底提的儿子日神苏利耶娶了毘首羯磨的女儿，并且有了很多孩子，其中毗婆斯婆多·摩奴被赋予了建立文明的责任，因此诞生了太阳王朝。摩奴也是月亮王朝的始祖，因为他将女儿嫁给了月神旃陀罗的儿子部陀，这对夫妇生下了洪呼王，月亮王朝的第一任国王。

## 在薄伽梵往世书中
甘蔗王和摩奴也在薄伽梵往世书（第9卷，第1章）中被提及，

| योऽसौ सत्यव्रतो नाम राजर्षिर्द्रविडेश्वर: । ज्ञानं योऽतीतकल्पान्ते लेभे पुरुषसेवया ॥ स वै विवस्वत: पुत्रो मनुरासीदिति श्रुतम् । त्वत्तस्तस्य सुता:प्रोक्ता इक्ष्वाकुप्रमुखा नृपा: ॥ yo ’sau satyavrato nāma rājarṣir draviḍeśvaraḥ jñānaṁ yo ’tīta-kalpānte lebhe puruṣa-sevayā sa vai vivasvataḥ putro manur āsīd iti śrutam tvattas tasya sutāḥ proktā ikṣvāku-pramukhā nṛpāḥ | 真誓王, 達羅毗荼圣王，在上个千年结束时通过至高恩赐获得精神知识。 后来成为毗婆薮之子，毗婆斯婆多·摩奴。 在下一个摩奴期，我将从你那里获取知识。 我也明白如甘蔗王一般的国王是他的儿子，正如你解释的。 |

## 在佛教中
佛教经典中，佛种姓经和大史（II，1-24）追溯释迦的起源到奥伽迦梨王（甘蔗王），并给出了其祖先摩诃三末多的家谱。这份名单包括了甘蔗王朝的一些著名国王的名字，如曼陀特哩和萨竭罗。根据大史的家谱如下：
1. 奥伽迦梨（巴利文：Okkāka）[13]
2. 奥伽穆卡
3. 悉毗珊阇耶
4. 悉哈娑罗
5. 阇耶斯那
6. 師子頰（英语：Sihahanu）
7. 净饭
8. 悉达多
9. 罗睺罗

## 在耆那教中

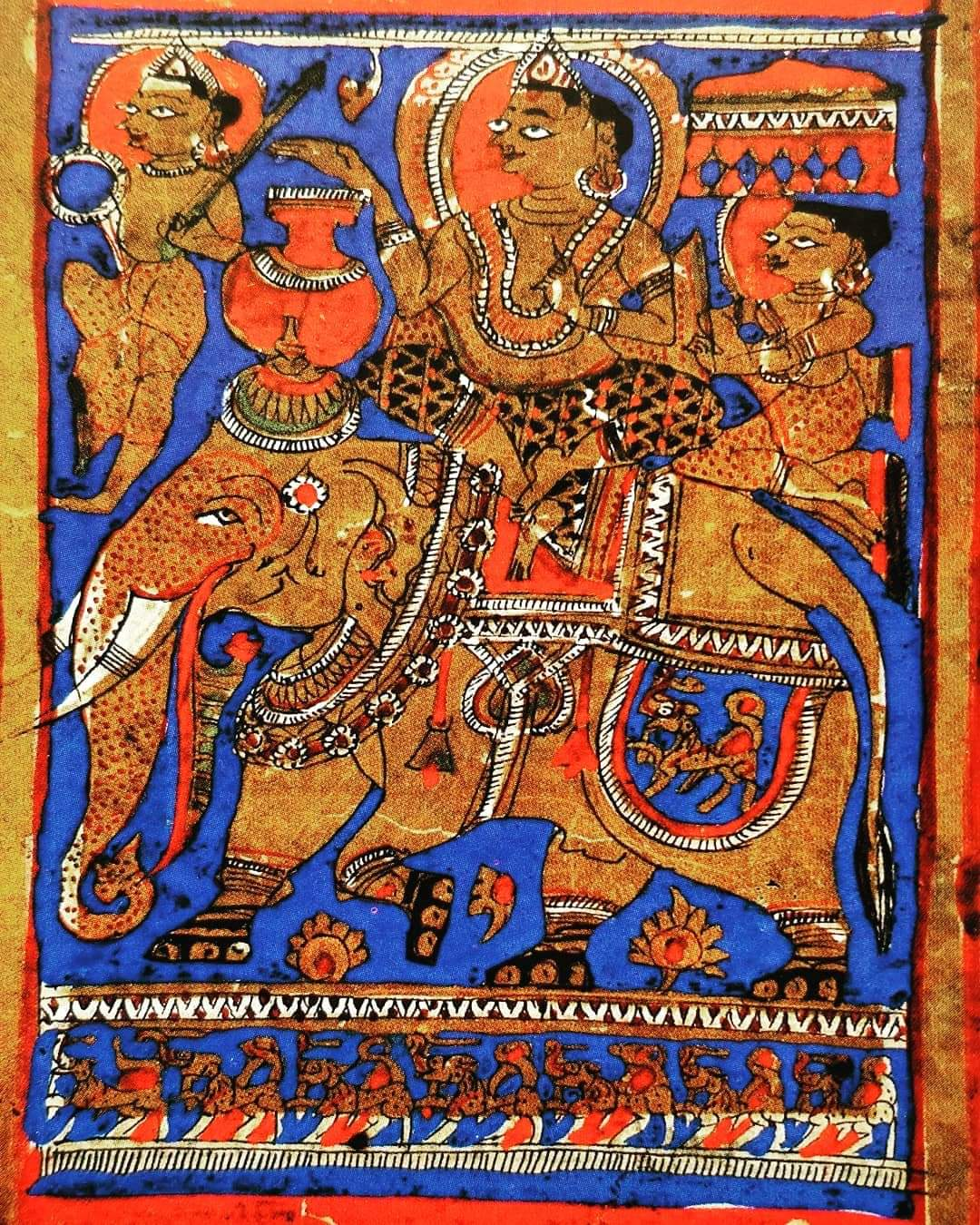
中世纪的印度艺术绘画，甘蔗王（勒舍波提婆）向人民传授陶艺。

甘蔗王朝在耆那教中占有重要地位，因为这个王朝诞生了22名蒂爾丹嘉拉。
- 起源
  - 勒舍波提婆（英语：Rishabhanatha）是当前时代的耆那教创始人，第1代蒂爾丹嘉拉，并建立了甘蔗王朝。甘蔗王朝的名称来自ikhsu（甘蔗）这个词，这是勒舍波提婆的另一个名字，因为他教人们提取甘蔗汁。[15]
  - 勒舍波提婆之子婆罗多转轮王（英语：Bharata chakravartin）（第1代轉輪王）和巴霍巴利王（第1代伽摩）
  - 婆罗多之子蘇利耶和摩利支
- 阿耆達那陀时期
  - 逸多設咄嚧（阿耆達那陀的父亲）和他的弟弟苏米陀罗（萨竭罗的父亲）
  - 阿耆達那陀（第2代蒂爾丹嘉拉）和萨竭罗（英语：King Sagara）（第2代转轮王）
  - 旬睺（萨竭罗的长子）
  - 跋吉罗陀（英语：Bhagiratha）（萨竭罗的四世孙）
- 桑波伐那陀时期
  - 逸多梨（桑波伐那陀之父）
  - 桑波伐那陀，第3代蒂爾丹嘉拉
- 阿毗難陀那时期
  - 扇婆羅（阿毗難陀那的父亲）
  - 阿毗難陀那，第4代蒂爾丹嘉拉
- 蘇摩底那陀时期
  - 弥伽（蘇摩底那陀的父亲）
  - 蘇摩底那陀，第5代蒂爾丹嘉拉
- 巴特摩巴羅波时期
  - 悉陀罗（巴特摩巴羅波父亲）
  - 巴特摩巴羅波，第6代蒂爾丹嘉拉
- 蘇巴爾斯伐那陀时期
  - 鉢羅底室吒（蘇巴爾斯伐那陀的父亲）
  - 蘇巴爾斯伐那陀，第7代蒂爾丹嘉拉
- 旃陀羅巴羅波时期
  - 摩訶犀那（旃陀羅巴羅波的父亲）
  - 旃陀羅巴羅波，第8代蒂爾丹嘉拉
- 蘇毗提那陀时期
  - 须羯哩婆王（蘇毗提那陀之父）
  - 蘇毗提那陀，第9代蒂爾丹嘉拉
- 悉達羅那陀时期
  - 怛唎陀羅他（悉達羅那陀的父亲）
  - 悉達羅那陀，第10代蒂爾丹嘉拉
- 溼勒耶舍那陀时期
  - 毗纽笯（溼勒耶舍那陀的父亲）
  - 溼勒耶舍那陀，第11代蒂爾丹嘉拉
- 伐蘇布羯时期
  - 伐蘇布羯（蒂爾丹嘉拉伐蘇布羯的父亲）
  - 伐蘇布羯，第12代蒂爾丹嘉拉
- 毗摩羅那陀时期
  - 成铠（毗摩羅那陀之父）
  - 毗摩羅那陀，第13代蒂爾丹嘉拉
- 阿難達那陀时期
  - 僧阿犀那（阿難達那陀的父亲）
  - 阿難達那陀，第14代蒂爾丹嘉拉
- 達摩那陀时期
  - 巴努（達摩那陀之父）
  - 達摩那陀，第15代蒂爾丹嘉拉
- 商底那陀时期
  - 毘首犀那（商底那陀的父亲）
  - 商底那陀，第16届蒂爾丹嘉拉和第5代转轮王
  - 爍迦羅由陀，商底那陀的儿子
  - 爍迦羅由陀之子鳩樓旃陀羅[16]
- 貢突那陀时期
  - 須羅（貢突那陀的父亲）
  - 貢突那陀，第17代蒂爾丹嘉拉和第6代转轮王
- 阿羅那陀时期
  - 蘇達娑那（阿羅那陀的父亲）
  - 阿羅那陀，第18代蒂爾丹嘉拉和第7代转轮王
- 摩利那陀时代
  - 金波（摩利那陀的父亲）
  - 摩利那陀，第19代蒂爾丹嘉拉
- 牟尼蘇巴羅達时代（牟尼蘇巴羅達不是来自甘蔗王朝，而是诃利世系（英语：Harivamsa））[17]
  - 十車王（罗摩之父）
  - 罗摩（英语：Rama in Jainism）、羅什曼那、婆罗多（英语：Bharata (Ramayana)）、设睹卢诋那
  - 羅婆與俱舍（罗摩之子）
- 內密那陀时代
  - 毗阇耶（內密那陀的父亲）
  - 內密那陀，第21代蒂爾丹嘉拉
- 巴溼伐那陀时代
  - 马军（巴溼伐那陀的父亲）
  - 巴溼伐那陀（英语：Parshvanatha），第23代蒂爾丹嘉拉
- 大雄时期
  - 悉达多（英语：Siddhartha_of_Kundagrama）（大雄之父）
  - 大雄，第24代蒂爾丹嘉拉

### 引文
1. 1 2  Geography of Rigvedic India, M.L. Bhargava, Lucknow 1964, pp. 15-18, 46-49, 92-98, 100-/1, 136
2. 1 2  Ikshaku tribe （页面存档备份，存于） The Mahabharata translated by Kisari Mohan Ganguli (1883 -1896), Book 3: Vana Parva: Tirtha-yatra Parva: Section CVI, p. 228 'There was born in the family of the Ikshaku, a ruler of the earth named Sagara, endued with beauty, and strength...".
3. 1 2  Zimmer 1952
4. 1 2  Zimmer 1952
5. ↑  Jain, Champat Rai. . 1929  [2021-08-27]. （原始内容存档于2021-07-05）.
6. ↑  Malalasekera, G. P. . Delhi: Motilal Banarsidass. 2007: 461–2 [1937]  [2021-08-27]. ISBN 978-81-208-3021-9. （原始内容存档于2022-05-22）.
7. ↑  A.K.Mazumdar 2008，第161頁.
8. ↑  A.K.Mazumdar 2008，第159頁.
9. ↑  . vedabase.io.   [2021-02-04]. （原始内容存档于2021-07-22） （英语）.
10. ↑  Law, B.C. (1973). Tribes in Ancient India, Bhandarkar Oriental Series No.4, Poona: Bhandarkar Oriental Research Institute, p.246
11. ↑  Misra, V.S. (2007). Ancient Indian Dynasties, Mumbai: Bharatiya Vidya Bhavan, ISBN 81-7276-413-8, p.286
12. ↑  Geiger, Wilhelm (tr.). . Ceylon Government Information Dept., Colombo (in lakdvia.org website). 1912  [2009-10-26]. （原始内容存档于2021-07-23）.
13. ↑  . Palikanon.   [2019-08-13]. （原始内容存档于2020-02-25）.
14. ↑  Jain 1991，第2頁.
15. ↑  Shah 2004，第15頁.
16. ↑  Shah, Chandraprakash, ,   [2021-08-27], （原始内容存档于2017-10-08）
17. ↑  Jain 1991，第161頁.